# Гъскови
Гъсковите (Anserinae) са едно от деветте подсемейства включени в разред Гъскоподобни (Anseriformes).

## Класификация
Подсемейство Гъскови
- Род Бели гъски (Chen)
  - Снежна гъска (Chen caerulescens) (Linnaeus, 1758)
  - Chen canagica (Sevastianov, 1802)
  - Chen rossii (Cassin, 1861)
- Род Сиви гъски (Anser)
  - Голяма белочела гъска (Anser albifrons) (Scopoli, 1769)
  - Сива гъска (Anser anser) (Linnaeus, 1758)
  - Късоклюна гъска (Anser brachyrhynchus) Baillon, 1834
  - Малка белочела гъска (Anser erythropus) (Linnaeus, 1758)
  - Посевна гъска (Anser fabalis) (Latham, 1787)
  - Планинска гъска (Anser indicus) (Latham, 1790)[1]
- Род Черни гъски (Branta)
  - Черна гъска (Branta bernicla) (Linnaeus, 1758)
  - Branta nigricans = Branta bernicla nigricans
  - Канадска гъска (Branta canadensis) (Linnaeus, 1758)
  - Белобуза гъска (Branta leucopsis) (Bechstein, 1803)
  - Червеногуша гъска (Branta ruficollis) (Pallas, 1769)
  - Хавайска гъска (Branta sandvicensis) (Vigors, 1834)[2]
- Род Coscoroba
  - Коскороба (Coscoroba coscoroba) (Molina, 1782)[2]
- Род Лебеди (Cygnus)
  - Черен лебед (Cygnus atratus) (Latham, 1790)
  - Лебед тръбач (Cygnus buccinator) Richardson, 1832
  - Малък лебед (Cygnus columbianus) (Ord, 1815)
  - Поен лебед (Cygnus cygnus) (Linnaeus, 1758)
  - Cygnus melanocorypha (Molina, 1782)
  - Ням лебед (Cygnus olor) (J. F. Gmelin, 1789)
- Род Cereopsis
  - Cereopsis novaehollandiae Latham, 1802